# Inārs Kivlenieks
Inārs Kivlenieks (Riga, URSS, 4 de julio de 1986) es un deportista letón que compite en luge en la modalidad individual.
Ganó dos medallas en el Campeonato Mundial de Luge, plata en 2016 y bronce en 2013, y tres medallas de bronce en el Campeonato Europeo de Luge entre los años 2015 y 2019.

## Palmarés internacional
| Campeonato Mundial | Campeonato Mundial   | Campeonato Mundial | Campeonato Mundial |
| Año                | Lugar                | Medalla            | Prueba             |
| ------------------ | -------------------- | ------------------ | ------------------ |
| 2013               | Whistler (Canadá)    | Medalla de bronce  | Equipo             |
| 2016               | Königssee (Alemania) | Medalla de plata   | Equipo             |
| Campeonato Europeo |                      |                    |                    |
| Año                | Lugar                | Medalla            | Prueba             |
| 2015               | Sochi (Rusia)        | Medalla de bronce  | Equipo             |
| 2018               | Sigulda (Letonia)    | Medalla de bronce  | Equipo             |
| 2019               | Oberhof (Alemania)   | Medalla de bronce  | Equipo             |